# Постньютоновский формализм
Постнью́тоновский формали́зм (ПН формали́зм) — это вычислительный инструмент, который позволяет получать решения нелинейных уравнений Эйнштейна для движущихся тел как ряды по формальному малому параметру, который ассоциируется с обратной величиной квадрата скорости света (точнее, скорости гравитации) {\displaystyle c^{-2}}. Первым членом таких рядов оказывается ньютонова теория гравитации, последующие её уточняют. О членах, содержащих скорость света в степени {\displaystyle -n}, говорят как о членах n/2-ПН порядка, например, гравитационное излучение появляется в 2,5ПН-порядке, то есть его члены впервые появляются при разложении до {\displaystyle c^{-5}}.
Сходимость рядов постньютоновского формализма представляет собой сложную математическую проблему. Постньютоновский формализм применим в случае слабых гравитационных полей, в сильных полях использование его проблематично из-за проблем сходимости, и обычно используется прямой вычислительный подход интегрирования уравнений Эйнштейна — численная относительность.
Вариантом обобщения постньютоновского формализма служит параметризованный постньютоновский формализм, применяемый для тестирования предсказаний различных теорий гравитации в Солнечной системе и в системах тесных релятивистских двойных звёзд.